# Hofrang in Japan
Als Hofrang  (jap. 位階, ikai) wurde ursprünglich in Japan von der Nara- bis zur Heian-Zeit (Anfang 8. bis Ende 12. Jahrhundert) die gesellschaftliche Stellung der dem Tennō dienenden Beamten, meist Adeligen, zur Zeit der direkten Kaiserherrschaft bezeichnet. Die durch die Ränge geschaffene Stratifizierung war ein wichtiger Teil des im Rahmen des Taihō-Kodex geschaffenen Verwaltungssystems Ritsuryō.

## Ritsuryō

### Klassifizierung der Adeligen und Beamten
Die Rangfolge der Adeligen richtete sich in der japanischen Frühzeit nach dem ihren Familienverbänden (uji) zukommenden erblichen Standestiteln (kabane).

#### Mützenränge
Kan’i jūni kai (冠位十二階) ist ein altjapanisches Rangsystem, das unter Shōtoku Taishi im Jahr 603 nach chinesischen Vorbildern geschaffen wurde. Es erlaubte, eine Person unabhängig vom kabane zu befördern oder degradieren. Das Ernennungs- und Entlassungsrecht von Beamten der obersten drei Ränge hatte der Tennō inne, Beförderungen bei den Rängen 4 und 5 erfolgten nach Vorschlag der Kanzler.
Die Rangfolge der insgesamt 12 Klassen (sechs Grade mit jeweils einer höheren und einer niedrigeren Stufe) wurde durch die Farbe der „Mütze“ der Amtstracht unterschieden:
1. 大徳 Daitoku (dunkles Violett)
2. 小徳 Shōtoku (helles Violett)
3. 大仁 Dainin (dunkles Blau)
4. 小仁 Shōnin (helles Blau)
5. 大礼 Dairai (dunkles Rot)
6. 小礼 Shōrai (helles Rot)
7. 大信 Daishin (dunkles Gelb)
8. 小信 Shōshin (helles Gelb)
9. 大義 Daigi (dunkles Weiß)
10. 小義 Shōgi (helles Weiß)
11. 大智 Daichi (dunkles Schwarz)
12. 小智 Shōchi (helles Schwarz)

Bei Daigi und Shōgi gibt es in der modernen Forschung Diskussionen, wie man dunkles Weiß und helles Weiß unterschied.
Die Bezeichnungen setzen sich dabei zusammen aus dem Schriftzeichen für „groß“ (大) und „klein“ (小), gefolgt in den ersten beiden Klassen von Tugend (徳) bzw. bei den folgenden Klassen von einer der fünf konfuzianischen Kardinaltugenden: Menschlichkeit (仁), Höflichkeit (礼), Aufrichtigkeit (信), Gerechtigkeit (義) und Weisheit (智).
Erstmals wurde dieses System 647 (13 Stufen) modifiziert. Im 5. Jahr Kōtoku (649) wurde ein 19-stufiges Rangsystem (kan’i) eingeführt. Die Unterscheidung erfolgte ebenfalls durch Kopfbedeckung. Weitere Änderungen fanden bei der Ausarbeitung der Taika-Reformen 646 (26 Stufen) und 685 (12 der Kaiserfamilie vorbehaltene und 48 einfache Ränge) statt.

#### 701–1869
Der Taihō-Kodex führte 701 ein neues Rangsystem ein. Für kaiserliche Prinzen (shinnō) wurde ein separates viergliedriges Rangsystem namens hon’i eingeführt, während es für die restlichen Prinzen und Beamten ein Rangsystem mit 9 Rängen gab. Diese Ränge waren wiederum in einen „wirkliche“ (正, shō) bzw. „folgende“ (従, ju) Stufe unterteilt und ab Rang 4 zusätzlich noch in eine obere (上, jō) und untere (下, ge) Unterstufe. Dieses Rangsystem hatte damit 30 Stufen.
Weiterhin wurde ab Rang 5 zwischen „inneren“ (Beamte bei Hofe) und „externen“ (外-Präfix) Rängen (in der Provinz) unterschieden. Die ersteren erforderten u. a. Residenz der Familie in der Hauptstadt. Das System der klassenmäßigen Abstufung der Gesamtbevölkerung legt die Grundlage der späteren (erblichen) vierstufigen Gliederung im Shogunat.

#### Beamte und Ränge
Aus den Rängen, die immer auch ein Gradmesser gesellschaftlicher Stufung sind, ergeben sich gewisse Pfründen und Privilegien (zum Beispiel hinsichtlich Eskorten oder Ehrenbezeugungen). Zwischen Dienstposten und Rängen der Amtsinhaber bestand eine gewisse „Angemessenheit des Ranges“ (官位相當/官位相当, kan’i-sōtō). Der für die Übernahme eines Amtes erforderliche Hofrang konnte einem Kandidaten nach Vollendung des 25. Lebensjahres verliehen werden, bei entsprechend hohem kabane auch schon mit 21. Damit hing der Rang von der Herkunft und der Bildung des Kandidaten ab.
Für den Fall, dass eine Person einen für ihren Rang höheren Dienstposten innehielt, wurde ihrer Amtsbezeichnung ein 守 vorangestellt. Umgekehrt konnte ungewöhnlicherweise eine Person auch einen höheren Rang als für ihren Posten angemessen innehaben, was mit dem Präfix 行 vor der Amtsbezeichnung angezeigt wurde.
Die obersten drei Ränge bildeten den Kreis der Großwürdenträger, die kuge. Alle Ränge vom fünften aufwärts berechtigten den Inhaber ins Antlitz des Herrschers zu treten, sie bildeten die sogenannten denjōbito. In gewissen Fällen war es unumgänglich, einer verdienten Persönlichkeit den fünften Rang zu verleihen, jedoch ohne Vortragsrecht. Für diese Zwecke wurde 728 eine spezielle externe Stufe des „fünften folgenden Rangs untere Stufe“ geschaffen; anfangs mit gleichen Bezügen und Rechten wie die inneren Ranginhaber. Die Privilegien wurden später abgebaut. Gewöhnliche Höflinge und Beamte (jige) standen im 6.–8. Rang. Darunter gab es den Einstiegsrang Daisō-i.
Als Sondergruppen zu betrachten sind postum verliehene Ehrenränge (zo-i), die der Familie des Verstorbenen bessere Versorgung sicherten. Dieser war normalerweise 3 Stufen höher als der des Verblichenen. Nach 718 wurden noch provisorische Ränge (shaku-i), meist an niedere Provinzbeamte verliehen, teilweise auch an Gesandte. Ordinierte buddhistische Mönche waren dem 6. Rang gleichgestellt.
Es gab folgende Zuordnung zwischen Rang und Dienstposten beim Rangsystem des Taihō-Kodexes für die ersten fünf Ränge:
| Rangstufe | Dienstposten |
| --------- | --- |
| 正一位    | – a |
| 従一位    | dajō daijin (Großkanzler) |
| 正二位    | sadaijin (Kanzler zur Linken), udaijin (Kanzler zur Rechten) |
| 従二位    | sadaijin (Kanzler zur Linken), udaijin (Kanzler zur Rechten) |
| 正三位    | dainagon (Großer Kanzleramtsrat) |
| 従三位    | chūnagon (ab 761), danjō-in (Vorsitzender des Zensorats; ab 759), konoe no daishō (Kommandant der Leibgarde; ab 807), dazai no sotsu (Generalgouverneur von Tsukushi) |
| 正四位上  | chūnagon (705–761), kōtaishi no fu (Mentor des Kronprinzen), nakatsukasa-kyō (Minister des Hofministeriums) |
| 正四位下  | Minister der anderen Ministerien des Daijō-kan |
| 従四位上  | danjōin (bis 759), sadaiben/udaiben, konoe no chūjō (Vizekommandant der Leibgarde; ab 807) |
| 従四位下  | jingi-haku (Präsident des Götteramts), chūgū no daibu (Direktor im Kaiserinnenpalast), tōgū no daibu (Direktor im Kronprinzenpalast), dazai no daini (Vizegeneralgouverneur von Tsukushi; ab 793), danjō-daihitsu (Vizevorsitzender des Zensorats; ab 823), sa-u-kyō-daibu (Direktoren des Magistrats der Hauptstadt; ab 822), sa-u-emon no kami (Kommandanten der Torgarde; 799–808), sa-u-hyōe no kami (Kommandanten der Palastgarde, ab 799?), sa-u-eji no kami (Kommandanten der Gardekrieger; ab 799? bis 811, dann von eji in emon umbenannt) |
| 正五位上  | sa-u-chūben, dazai no daini (bis 793), nakatsukasa no taifu (Vizeminister des Hofministeriums), sa-u-kyō-daibu (bis 822), daizen no daibu (Direktor der Großen Tafel), sa-u-emon no kami (bis 799), sa-u-eji no kami (bis 799?) |
| 正五位下  | sa-u-shōben, Vizeminister der anderen Ministerien des Daijō-kan |
| 従五位上  | taikoku no kami (Gouverneur einer Großprovinz), Amtsleiter, sa-u-hyōe no kami (bis 799?) |
| 従五位下  | jōkoku no kami (Gouverneur einer Oberprovinz), jingi no taifu (Vizepräsident des Götteramtes), Kammerherrn, shōnagon, Amtsleiter |

##### Verdienstränge
Als militärisches Gegenstück zu den zivilen Rängen wurden Verdienstränge (kun’i), ebenfalls in 12 Stufen, die jedoch keineswegs gleichwertig waren, verliehen. Nach Abschluss eines Feldzugs wurde ein Meritenregister (kumbo) erstellt. Die direkte Erhebung in den 6. Rang erfolgte zum Beispiel nach Ablieferung von 40 Feindesköpfen. Mit den Rängen waren keine Einkommen und wenige Privilegien verbunden. Ab dem 8. Rang erfolgte Steuer- und Fronerlaß, in der 9. Klasse nur Fron- und Wehrpflichtbefreiung. Im 8. Jahrhundert erfolgten etwa 12000 Verleihungen, die meisten in den unteren Klassen. Im 9. Jahrhundert häufen sich Verleihungen an assimilierte (fu-shū, dt. „Unterworfene“) Emishi, die oft gleichzeitig noch spezielle „Barbarenränge“ erhielten. Die Verleihungen enden mit dem Übergang von der allgemeinen Wehrpflicht zur kondei-Miliz.

##### Ausbildung
Die Ausbildung von Söhnen aus entsprechenden Familien unterstand dem Shikibushō, dem eine Daigaku – als „Verwaltungsfachschule“ mit bis zu 400 Studenten – nachgeordnet war. Der Zugang stand 13- bis 16-jährigen Kindern und Enkeln kaiserlicher Prinzen sowie solchen aus Familien des 5. Rangs oder höher automatisch offen. Angehörige des 6.–8. Rangs durften auf Antrag studieren, mussten in späterer Zeit jedoch eine Aufnahmeprüfung bestehen. Ab 730 sind Stipendien bekannt, die sich später in „Postgraduiertenstellen“ wandelten. Prüfungen fanden erstmals 702, danach immer im 2. und 8. Monat statt, jedoch wurde schon während der Ausbildung „gesiebt.“ Bestehen der abschließenden Kanzleiprüfung (ryō-shi) setzte Kenntnisse mehrerer der 13 chinesischen Klassiker voraus. Darauf folgte auf Vorschlag die „Ministerprüfung“ des „Reifen Talents“ bzw. „Kenner der Klassiker.“ Diese Prüfungen waren weniger umfangreich als ihre chinesischen Vorbilder. Der Hofrang war von der Examensnote abhängig. „Durchfaller“ und Relegierte konnten als Ausbilder der Söhne des Landadels in den Provinzen Verwendung finden. Weiterhin gab es noch Studenten der chinesischen Aussprache (myōon-dō), Schriftkunde (myōsho-dō), Rechtskunde (10; myōhō-dō), Literatur (monjō-dō) und Mathematik (30; san-sei). Später waren die Graduierten so zahlreich, dass ihre Dienstzeit auf vier Jahre begrenzt wurde. Insgesamt waren die Aufstiegschancen gering. Die Ausbildung war mehr für Söhne aus mittelrangigen Familien attraktiv, die der höchsten Ränge erhielten ihr Amt als Geburtsrecht. Verschiedene Professuren wurden im Laufe der Zeit innerhalb gewisser Klans erblich.
Dem Kunaishō nachgeordnet war das Tenyaku-ryō, das auch für die Ausbildung von Medizinern (9 Jahre für innere Medizin und Akupunktur, 7 Jahre für Chirurgen und Kinderärzte), Masseuren, Exorzisten (je 5 Jahre) und Apothekern zu sorgen hatte.
Weiterhin bestanden noch Schulen für Himmels- bzw. Kalenderkunde und Mantik (im onyō-ryō) sowie Geburtshilfe (für Frauen). Neben diesen staatlichen Stellen bestanden noch einige private Ausbildungsstätten, die ebenfalls auf die Beamtenexamina hinführten. Sie standen jedoch meist nur Angehörigen des Hochadels offen. Zwar sollte in jeder Provinz eine Ausbildungsstätte für den Landadel bestehen, deren Standards waren jedoch niedrig, mit Ausnahme der Lehranstalt des Dazaifu in Kyushu.
Das staatliche Ausbildungssystem brach in der mittleren Heian-Zeit zusammen, die Ausbildung erfolgte dann ausschließlich in den privaten Lehranstalten der großen Familien. Den Versuch anderen Bildungsschichten Zugang zu wissenschaftlicher Ausbildung zu schaffen, unternahm 829 Kūkai, indem er in Heian-kyō eine Privatschule eröffnete. Dieses Experiment misslang.

##### Bestallung
Erfolgreichen Absolventen wurden bei guter Abschlussnote entsprechende Einstiegsposten zugewiesen. Ansonsten war noch ein Vorbereitungsdienst zu leisten. Söhnen und Enkeln von Großwürdenträgern wurde ein Einstufungs-Bonus in Form eines „Schattenrangs“ zugestanden. Dabei wurde zwischen Haupt- und Miterben unterschieden. Einen Bonus konnte es auch bei „pietätvollen“ Söhnen geben. Dies führte dazu, dass durch Geburtsrecht Qualifizierte keine Ausbildung absolvierten. Nach 702 war das Bestehen einer Prüfung Voraussetzung der Bestallung. Kandidaten aus hofranglosen Familien wurden eine Stufe niedriger bestallt. Die Einstiegsränge waren meist höher als ihre chinesischen Äquivalente.

##### Beurteilung und Beförderung
Die Leistungen der Staatsdiener wurden von ihren Vorgesetzten jährlich, zu einem fixen Datum, beurteilt (kōbun; 9 Noten geregelt im Kōka-ryō). Das für die Beurteilung nötige Schreibmaterial musste von den Beurteilten selbst gestellt/bezahlt werden. Die Beurteilung richtete sich nach geleisteten Arbeitstagen (mindestens 240), sittlichem Verhalten und Pflichterfüllung (für die Leistungskataloge bestanden). Diese Benotung (kōtei) – gegen die Einspruch möglich war – wurde in einer Zeremonie bekanntgegeben, für die Anwesenheitspflicht bestand. In den unteren Rängen erfolgten Beförderungen pflichttreuer Beamter einigermaßen regelmäßig aufgrund entsprechender beim Ministerium eingereichter Listen. Distriktbeamte und militärische Führer wurden von den entsprechenden Provinzverwaltungen beurteilt (4 Noten). Beamte, die die schlechteste Note erhielten, waren sofort aus dem Amt zu entfernen.
Die Beurteilungen (langdienender „innerer“ Beamter) innerhalb einer Dienstperiode, die bis 705 im Allgemeinen 6 Beurteilungszeiträume (kō), umfasste – nach 706 noch 4 – akkumulierten (kekkai) sich und führten in den Rängen unter 5 zu Beförderungen nach einem komplizierten Berechnungsmodus in den auch die Seniorität mit einfloss. Die Regeln wurden mehrfach geändert. Für Provinzbeamte (auch beim Lehrpersonal hakase) galten einfachere Regeln, die Dienstperiode dauerte 10 (nach 706: 8) Jahre. „Externe“ Beamte hatten eine Anwesenheitspflicht von 140 Arbeitstagen, bei 12/10-jährigen Dienstperioden, mit einem 3-stufigen Bewertungssystem. Des Weiteren bestanden noch Misch- und Sonderformen zum Beispiel für Distriktbeamte im kinai oder Wachpersonal/Gefolge des Hochadels (200 Arbeitstage).
Besonders streng waren die Anforderungen für Beförderungen in den 5. Rang, und damit den Bereich leitender Positionen, sowie in den 3. Rang, den Zirkel der Großwürdenträger bzw. kuge. Derartige Beförderungen (in 3. Rang oder höher) nahm der Tennō selbst vor. Solche in den 4. und 5. Rang (oder über mehr als 3 Stufen), erfolgten nach Vortrag auf kaiserlichen Befehl. In der ausgehenden Nara-Zeit entstand der Brauch Beförderungen am 7. Tag des 1. Monat vorzunehmen. Die Formalien für die Damen (nyōju'i) des kaiserlichen Palastes, die dem „Nakatsukasashō“ (Zentralministerium) unterstanden, unterschieden sich nur unwesentlich, fanden jedoch unregelmäßiger statt.
Für Inhaber des mindestens 8. Zivilrangs oder 12. Verdienstranges bestand die Möglichkeit, sich von Bestrafungen freizukaufen. Der Grundbetrag war 1 kin Kupfer bei Vergehen gegen Private, das doppelte gegen den Staat, für die Ablösung pro 10 Stockschlägen. (Abgelöste) Strafen flossen jedoch in die Beurteilungen von Beamten mit ein.
Nominell wurden die Ränge Höflingen bis 1871 weiterhin verliehen, sie waren jedoch schon zu Beginn des Ashikaga-Shōgunats – ebenso wie die Macht des Kaisers – bedeutungslos geworden.

## Seit 1884
Auch nach der Reform des japanischen Adels nach westlichen Vorbildern (Kazoku) 1884 wurden an japanische Staatsbürger weiterhin Hofränge (ikai oder kurai) verliehen. Diese hatten jedoch nur noch zeremoniell-symbolischen Wert. Auch wurde die Anzahl der Klassen auf 8 verringert und die Stufen nur noch in „wirkliche“ (正, shō) und „folgende“ (従, ju) Ränge unterschieden. Die neuen Adligen erhielten automatisch einen ihrem Adelsrang entsprechenden Hofrang, Barone zum Beispiel wurden in den 4. Hofrang eingereiht. Der „erste wirkliche Rang“ (正一位, shō-ichi-i) wurde hohen Würdenträgern nur postum verliehen. Die seit Nakatomi no Kamatari († 669) übliche Praxis der Erhöhung am Sterbebett bestand also fort.
Mit Ende des Zweiten Weltkrieges wurde dieses System abgeschafft und 1964 wieder neueingeführt.